# Dermatobranchus otome
Dermatobranchus otome is een slakkensoort uit de familie van de Arminidae. De wetenschappelijke naam van de soort is voor het eerst geldig gepubliceerd in 1992 door Baba.